# Andrei Mitrofanowitsch Kischewatow
|  | Dieser Artikel oder Abschnitt wurde wegen inhaltlicher Mängel auf der Qualitätssicherungsseite der Redaktion Geschichte eingetragen (dort auch Hinweise zur Abarbeitung dieses Wartungsbausteins). Dies geschieht, um die Qualität der Artikel im Themengebiet Geschichte auf ein akzeptables Niveau zu bringen. Dabei werden Artikel gelöscht, die nicht signifikant verbessert werden können. Bitte hilf mit, die Mängel dieses Artikels zu beseitigen, und beteilige dich bitte an der Diskussion! |

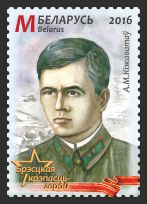
Weißrussische Briefmarke zu Ehren von A. Kischewatow

Andrei Mitrofanowitsch Kischewatow (russisch Андрей Митрофанович Кижеватов; * 7. Augustjul. / 20. August 1907greg. in Seliksa, Ujesd Gorodischtsche, Gouvernement Pensa, heute: Kischewatowo, Bessonowski rajon, Oblast Pensa; † Ende Juni 1941 in Brest, Weißrussische SSR, UdSSR) war ein sowjetischer Leutnant der Grenztruppen und Kommandierender der 9. Grenzwacht der 17. Brester Grenzschutzabteilung des NKWD und einer der Anführer der Verteidigung der Brester Festung im Zweiten Weltkrieg.
Im Juni 1941, als deutsche Truppen die Festung Brest angriffen, gehörte Kischewatow zu den Verteidigern dieser. In Anerkennung seines heldenhaften und tapferen Widerstands wurde er posthum 1965 zum Helden der Sowjetunion ernannt.

## Leben
Kischewatow gehörte zum Volk der Mokscha und stammte aus einer Bauernfamilie.
Er trat am 15. November 1929 in die Rote Armee ein und besuchte zunächst die Schule für Unteroffiziere der 7. separaten Artillerie-Division. Im Jahr 1930 wurde er zum Geschützkommandeur in einem Kavallerie-Regiment des Belarussischen Grenzschutzbezirks ernannt. Ab November 1932 leistete er freiwillig Dienst, bevor er im Mai 1938 zum stellvertretenden Kommandanten der 9. Grenzwacht der 17. Brester Grenzschutzabteilung befördert wurde. Ab 1939 war er Mitglied der Kommunistischen Partei der Sowjetunion. Im selben Jahr wurde ihm der Rang eines Unterleutnants verliehen.
Am 17. Juli 1940 wurde er zum Kommandanten der 9. Grenzwacht des 17. Brester Grenzbataillons. Am 25. Februar 1941 erhielt er den Rang eines Leutnants.
Am 22. Juni 1941, als die Nazis die UdSSR angriffen, führte Leutnant Kischewatow die Verteidigung der Grenzwacht und wurde erstmals verwundet. Am 23. Juni, als von der Station nur noch Ruinen übrig waren, zog er mit seinen Soldaten in den Keller eines nahegelegenen Gebäudes des 333. Schützenregiments, wo eine Gruppe von Soldaten unter dem Kommando von Oberleutnant Alexander Potapow und Leutnant Alexej Naganow kämpfte. In den folgenden Tagen setzte er mit Potapow die Verteidigung des Kasernenkomplexes des 333. Regiments und des Terespoler Tores fort. Am 29. Juni, als die Munition fast aufgebraucht war, wurde beschlossen, einen letzten furchtlosen Ausbruchsversuch zu unternehmen. Potapow übernahm die Leitung der Gruppe für den Durchbruch, während der schwerverwundete Leutnant Kischewatow und 17 weitere verwundete Festungsverteidiger blieben, um den Auszubrechenden den Rücken zu decken. Näheres über seinen Tod ist bis heute nicht bekannt.
Der sowjetische Historiker und Schriftsteller Sergei Smirnow schildert in seinem Buch Brester Festung eine alternative Version von Kischewatows Tod, in welcher behauptet wird, dass der Leutnant zusammen mit einer Gruppe weiterer Soldaten mit dem Auftrag betraut wurde, eine Pontonbrücke über den Bug zu sprengen, die der Feind nahe der Festung errichtet hatte. Es bleibt unklar, ob diese Sabotage erfolgreich war, und die Umstände von Kischewatows Tod sind ebenfalls unklar.
Im Herbst 1942 wurde im Dorf Welikorita, Rajon Malaryta seine gesamte Familie von den Deutschen erschossen: seine Mutter Anastassija Iwanowna, seine Frau Jekaterina Iwanowna und seine Kinder – die 15-jährige Anna, der 11-jährige Iwan und der zweijährige Galina.

## Posthume Ehrungen
- 1965 wurde Andrei Kischewatow der Ehrentitel Held der Sowjetunion, die Medaille „Goldener Stern“ und der Leninorden für seine Rolle im Kampf um die Brester Festung (1941) verliehen. Seit 1985 ist er Ehrenbürger der Stadt Brest.

## Gedenken

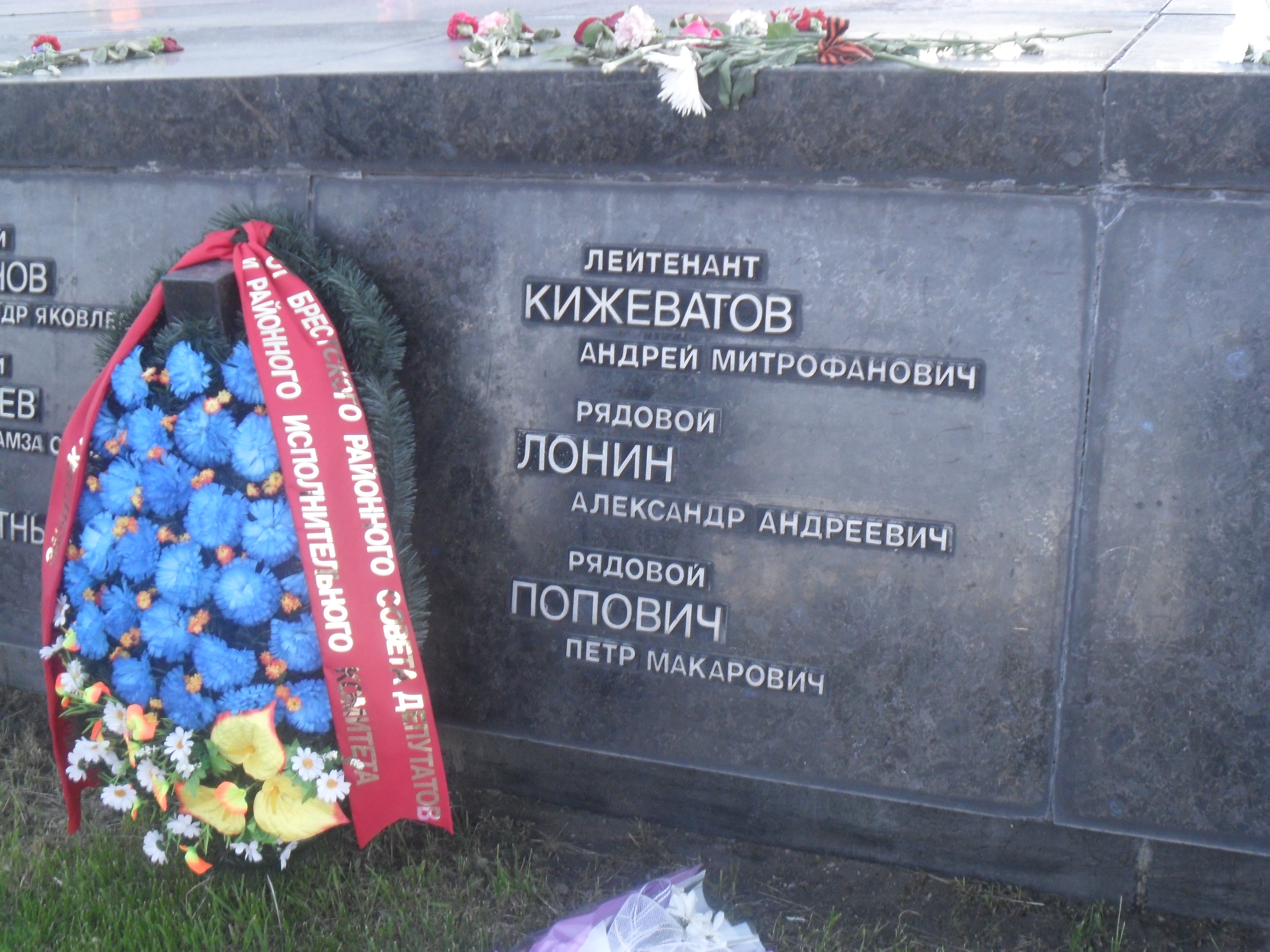

Die folgenden Objekte sind nach Kischewatow benannt:
- eine der Grenzwachten der nach Feliks Dzierżyński benannten Rotbanner-Grenzeinheit (1958)
- Das Dorf Seliksa, in dem Kischewatow geboren wurde, wurde 1963 in Kischewatowo umbenannt.
- Die im Dorf Kischewatowo gelegene Mittelschule trägt ebenfalls den Namen des Leutnants.
- „Mittelschule Nr. 206 benannt nach A. M. Kischewatow“ in Minsk.[5]
- Eine Straße und zugehörige Haltestelle in Minsk[6][7].

### Denkmale und Bildnisse
- In seinem Heimatdorf befindet sich eine Bronzebüste.
- Eine weitere Büste findet man auch an der Heldenallee im Dorf Bessonowka (Bessonowski Rajon, Oblast Pensa).
- In Brest befindet sich ein Denkmal auf dem Platz der Grenzverteidiger.
- Kischewatows Name ist auf einer der Gedenktafeln des Grabmonuments für die Verteidiger der Brester Festung eingemeißelt.